# El Norte
El Norte es uno de los principales diarios de la ciudad de Monterrey en el estado de Nuevo León en México. Forma parte del Grupo Reforma y fue fundado por Alejandro Junco de la Vega. Ha sido acreedor a numerosos premios internacionales, entre ellos el Premio María Moors Cabot y el Premio Mergenthaler de la Sociedad Interamericana de Prensa.

## Historia
Durante las décadas de 1970, 1980 y 1990, El Norte se hizo de reconocimiento al denunciar la corrupción en el gobierno. Debido a su periodismo independiente, el gobierno federal recortó el papel para imprimir el periódico. En ese entonces, la única fuente de papel disponible en México era a través de un monopolio gubernamental (PIPSA). El Norte tuvo que ganar una batalla legal contra esta compañía para poder importar el papel.
El Norte es un periódico editado por Grupo Reforma, el cual  tiene 86 años de antigüedad. Este grupo inició con la fundación del periódico El Sol en abril de 1922, seguido por El Norte en el año de 1938, el periódico Metro de Monterrey en 1988 y el Reforma en 1993. Cuatro años más tarde en 1997, nacería el periódico de Saltillo, Palabra, el Metro de la Ciudad de México y Mural en Guadalajara un año más tarde. Para 2004, nace el Metro Saltillo y, en 2005, Metro Guadalajara. En los años 2007 y 2008, nace Metro Estado de México y Puebla.
El Norte dio origen al periódico Reforma, el cual se fundó en el año de 1993. Reforma fue el primer grupo noticioso que separó su división comercial de la división editorial. De cierto modo, esta decisión es un medio para evitar la tentación de escribir notas que favorecieran a los anunciantes.

## Columnistas notables
- Armando Fuentes Aguirre (Catón), escritor, analista político.
- Carmen Aristegui, periodista política.
- Rosaura Barahona, pedagoga, ensayista.
- Carlos Fuentes, escritor, ensayista.
- Carlos Monsiváis, escritor, ensayista, periodista.
- Denise Dresser, analista política.
- Enrique Krauze, historiador.
- Everardo Elizondo, economista.
- Gabriel Zaid, escritor, poeta, ingeniero.
- Germán Dehesa, escritor y comentarista político.
- Homero Aridjis, poeta, ecologista.
- Jorge Castañeda, intelectual, académico, ex  Secretario de Relaciones Exteriores.
- José Woldenberg, analista político, expresidente del IFE
- Juan Villoro, escritor.
- Lorenzo Meyer, historiador, analista político.

- Miguel Ángel Granados Chapa, intelectual, analista político.
- Mario Vargas Llosa, escritor, ensayista.
- Paco Calderón, caricaturista político.
- Sergio Aguayo Quezada, analista político.
- Matt Sánchez, analista político.
- Sergio Sarmiento, analista político,

## Secciones regulares
- Internacional
- Nacional
- Estados
- Local
- Seguridad pública
- Negocios
- Cancha
- Gente
- Vida
- Avisos de ocasión
- Distrito Federal (versión en línea)
- Pasatiempos

## Suplementos
- Automotriz
- Gadgets
- De viaje
- Salud y hogar
- Jonas
- Moda
- Top magazine
- Universitarios

## Suplementos sociales
Estos son publicados exclusivamente para ciertas zonas de la zona metropolitana de Monterrey. Por ejemplo, el suplemento Anáhuac solo es distribuido para suscriptores que viven en la colonia Anáhuac.
- Sierra Madre
- SM joven
- SM jr.
- GP
- SM teen
- La Silla
- Cumbres
- Cumbres joven
- Anáhuac
- Linda Vista
- Fototienda
- ClubTEC
- ClubUNI

## El Norte en línea
Este periódico forma parte del Grupo Reforma. Enlaza el contenido y base de datos de noticias en Internet con otros diarios pertenecientes del grupo, como Mural, Reforma y Palabra. El acceso a diversos artículos es restringido para usuarios registrados mediante un sistema de pago.